# 센티
센티(centi, 기호: c)는 SI 단위계에서 10-2을 나타내는 접두어이다.
100을 뜻하는 라틴어 'centum'에서 왔다. 일상생활에서 자주 쓰이는 단위이다.